# 吉岡大輔 (スキー選手)
吉岡大輔（吉岡大輔、1980年1月6日）は、北海道ニセコ町出身のスキーヤー。チームクレブ所属。
小学校から才能を開花させ、高校は北照高校、大学は日本体育大学体育学部体育学科に進学。大回転、回転の技術系種目で世界各地を転戦するとともに、国内タイトルも次々と獲得。
2004年、第82回全日本スキー選手権大会アルペンスキー競技男子大回転で優勝、同年9月チームアルビレックス新潟の発足に参加。2005年アルペンスキー世界選手権代表に選出され、大回転26位となった。
2006年、トリノオリンピックに出場し大回転24位。このシーズンを最後に技術選に転向。
その一方で2009年、第64回国体成年男子Bで初優勝。
このシーズン後、チームクレブへ移籍した2007年　第44回 全日本スキー技術選手権大会　7位　（初出場）

## 戦績
全日本スキー技術選手権大会
- 2008年　第45回 全日本スキー技術選手権大会　13位
- 2009年　第46回 全日本スキー技術選手権大会　6位
- 2010年　第47回 全日本スキー技術選手権大会　5位
- 2011年　第48回 全日本スキー技術選手権大会　5位
- 2012年　第49回 全日本スキー技術選手権大会　準優勝
- 2013年　第50回 全日本スキー技術選手権大会　優勝
- 2014年　第51回 全日本スキー技術選手権大会　4位
- 2015年　第52回 全日本スキー技術選手権大会　5位
- 2016年　第53回 全日本スキー技術選手権大会　優勝
- 2017年　第54回 全日本スキー技術選手権大会　6位
- 2018年　第55回 全日本スキー技術選手権大会　優勝
- 2019年　第56回 全日本スキー技術選手権大会　4位